# Koleč
Obec Koleč se nachází 11 km severovýchodně od Kladna, v okrese Kladno, kraj Středočeský. Žije zde 600 obyvatel.

## Poloha
Vlastní vesnice Koleč se rozkládá podél jedné ze silnic, spojujících Kladno a Kralupy nad Vltavou v mělkém otevřeném údolí, převážně nad levým břehem drobného Třebusického potoka. Prochází tudy také železniční Trať 121 Hostivice - Podlešín se stanicí na západním okraji Kolče, ta však v současnosti (2008) slouží především nákladní dopravě, pouze v letním období zde jezdí i rekreační osobní vlaky z Prahy do Slaného. Ostatní dvě místní části, osady Týnec a Mozolín leží za nevysokým návrším v sousedním údolí Týneckého potoka přímo pod starobylým hradištěm Budeč. Jak Mozolín, tak Koleč stavebně v podstatě splývají se sousední obcí Zákolany.

## Historie
První písemná zpráva o vesnici Holecs (tj. Choleč) je v blíže nedatované listině, kladené do období 1125 až 1140. Ves se v ní zmiňuje jako majetek vyšehradské kapituly. V letech 1859-1864 zde působil kladenský farář Josef Mottl, který také sepsal dějiny Kolče.
| Rok            | 1869 | 1880  | 1890  | 1900  | 1910  | 1921  | 1930  | 1950 | 1961 | 1970 | 1980 | 1991 | 2001 |
| Počet obyvatel | 896  | 1 104 | 1 111 | 1 094 | 1 162 | 1 135 | 1 110 | 931  | 904  | 842  | 680  | 511  | 552  |
| Počet domů     | 125  | 131   | 141   | 147   | 159   | 170   | 211   | 222  | 219  | 210  | 196  | 227  | 235  |

### Územněsprávní začlenění
Dějiny územněsprávního začleňování zahrnují období od roku 1850 do současnosti. V chronologickém přehledu je uvedena územně administrativní příslušnost obce v roce, kdy ke změně došlo:
- 1850 země česká, kraj Praha, politický i soudní okres Slaný[5]
- 1855 země česká, kraj Praha, soudní okres Slaný[5]
- 1868 země česká, politický i soudní okres Slaný[5]
- 1939 země česká, Oberlandrat Kladno, politický i soudní okres Slaný[6]
- 1942 země česká, Oberlandrat Praha, politický i soudní okres Slaný[7]
- 1945 země česká, správní i soudní okres Slaný[8]
- 1949 Pražský kraj, okres Slaný[9]
- 1960 Středočeský kraj, okres Kladno[10]

### Rok 1932
V obci Koleč (přísl. Mozolín, Týnec, 1110 obyvatel, poštovní úřad, telegrafní úřad, četnická stanice, katol. kostel) byly v roce 1932 evidovány tyto živnosti a obchody: lékař, 2 cihelny, 2 obchody s cukrovinkami, výroba francovky, galanterie, 2 holiči, 2 hostince, jednatelství, klempíř, 2 koláři, konsum Včela, 2 kováři, 3 krejčí, mlýn, 2 obuvníci, pekař, 2 obchody s peřím, výroba pian, 2 povozníci, provazník, 2 radiopotřeby, 3 řezníci, 6 obchodů se smíšeným zbožím, 3 trafiky, 2 truhláři, 2 včelařství, státní velkostatek, zámečník, zednický mistr.

## Památky

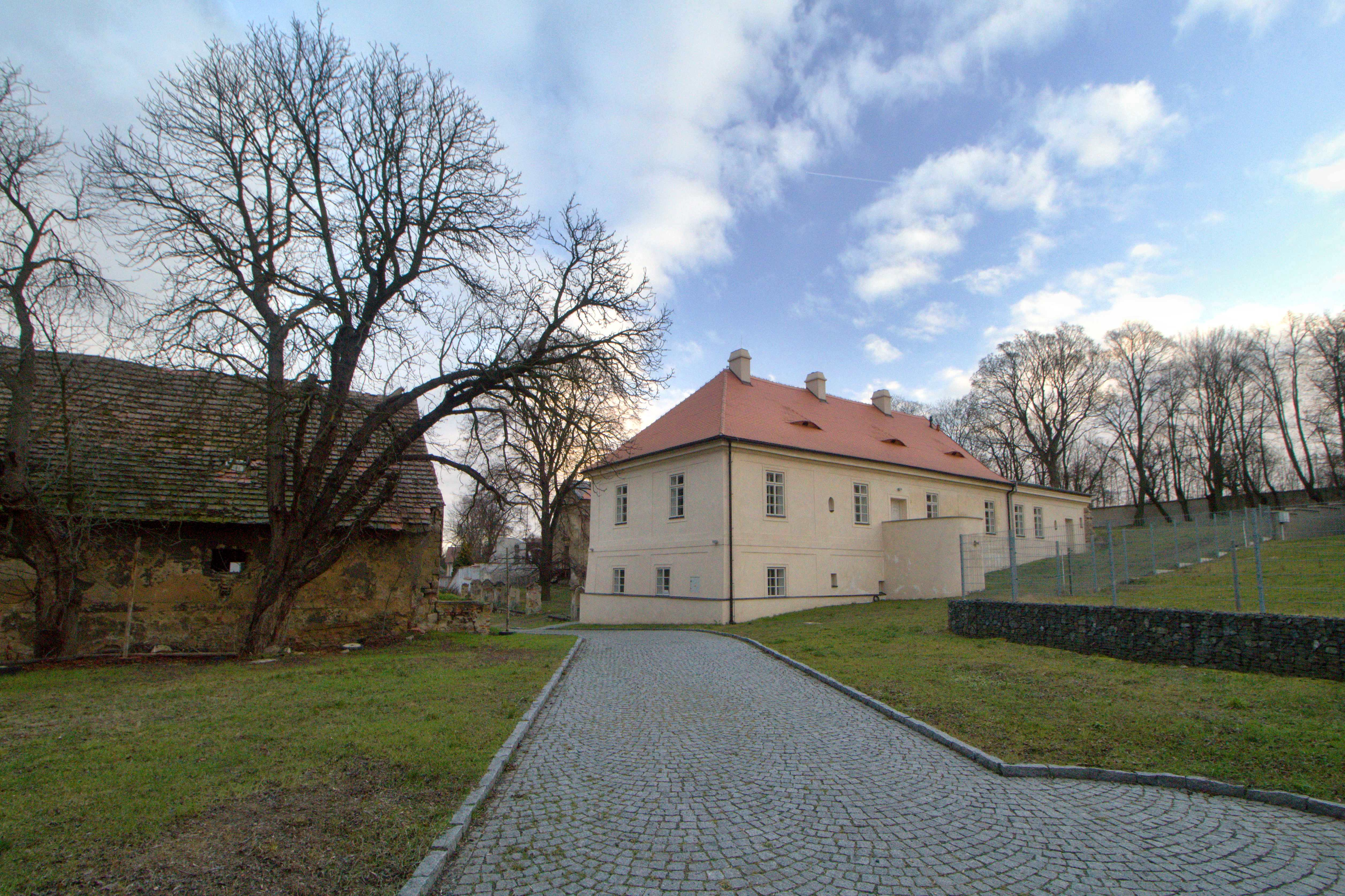
Kolečský zámek

- Barokní patrový zámek, od roku 2016 muzeum včelařství

## Doprava
- Silniční doprava – Do obce vedou silnice III. třídy.
- Železniční doprava – Obec Koleč leží na železniční trati 121 Hostivice - Podlešín. Jedná se o jednokolejnou celostátní trať, doprava byla v tomto úseku trati zahájena roku 1873. Po trati 121 v roce 2011 jezdily v létě 2 páry osobních vlaků o sobotách a nedělích.[12] Na území obce leží mezilehlá železniční zastávka a nákladiště Koleč.
- Autobusová doprava – Obci projížděly v září 2011 autobusové linky Třebusice - Číčovice - Praha (13 spojů tam i zpět), Kladno-Blevice-Kralupy nad Vltavou (13 spojů tam, 2 spoje zpět) (dopravce ČSAD MHD Kladno, a.s.) a Slaný-Zákolany (6 spojů tam i zpět) (dopravce Autodoprava LAMER, s.r.o.).[13]

## Osobnosti
- Josef Danda (1906–1999), architekt, specialista na nádražní stavby

## Části obce
- Koleč
- Mozolín
- Týnec

## Fotogalerie

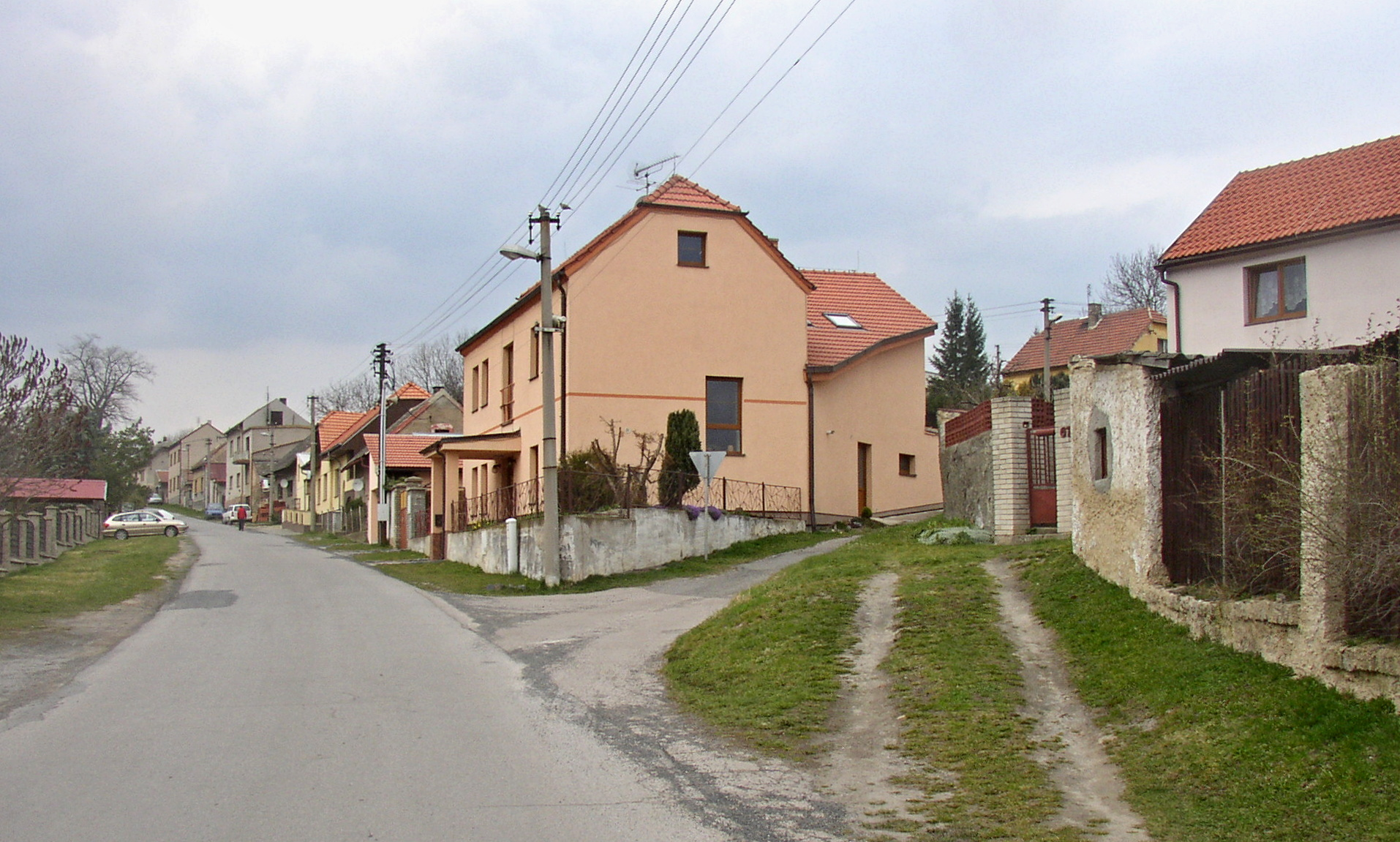
Domy při silnici na Blevice
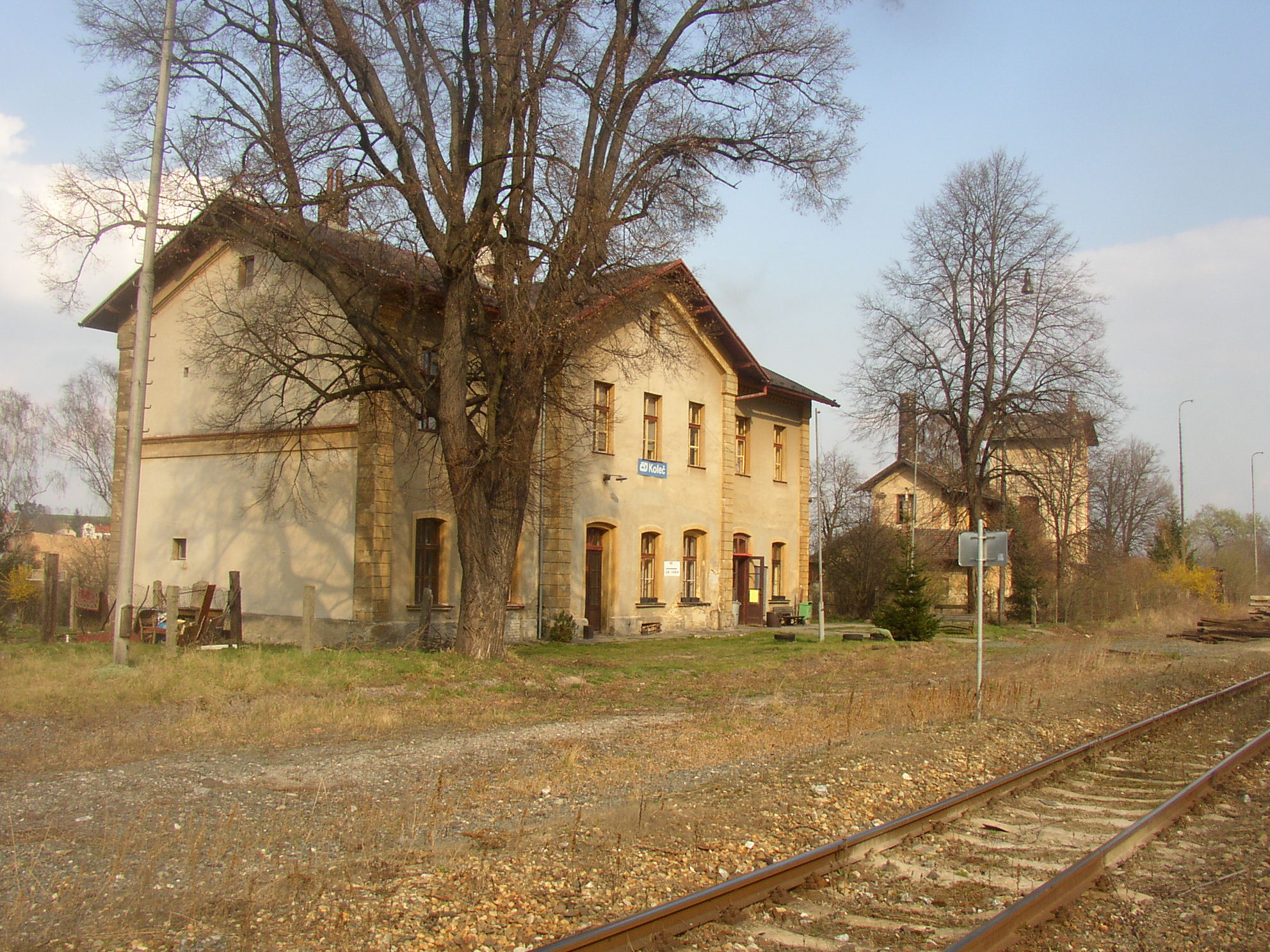
Železniční stanice
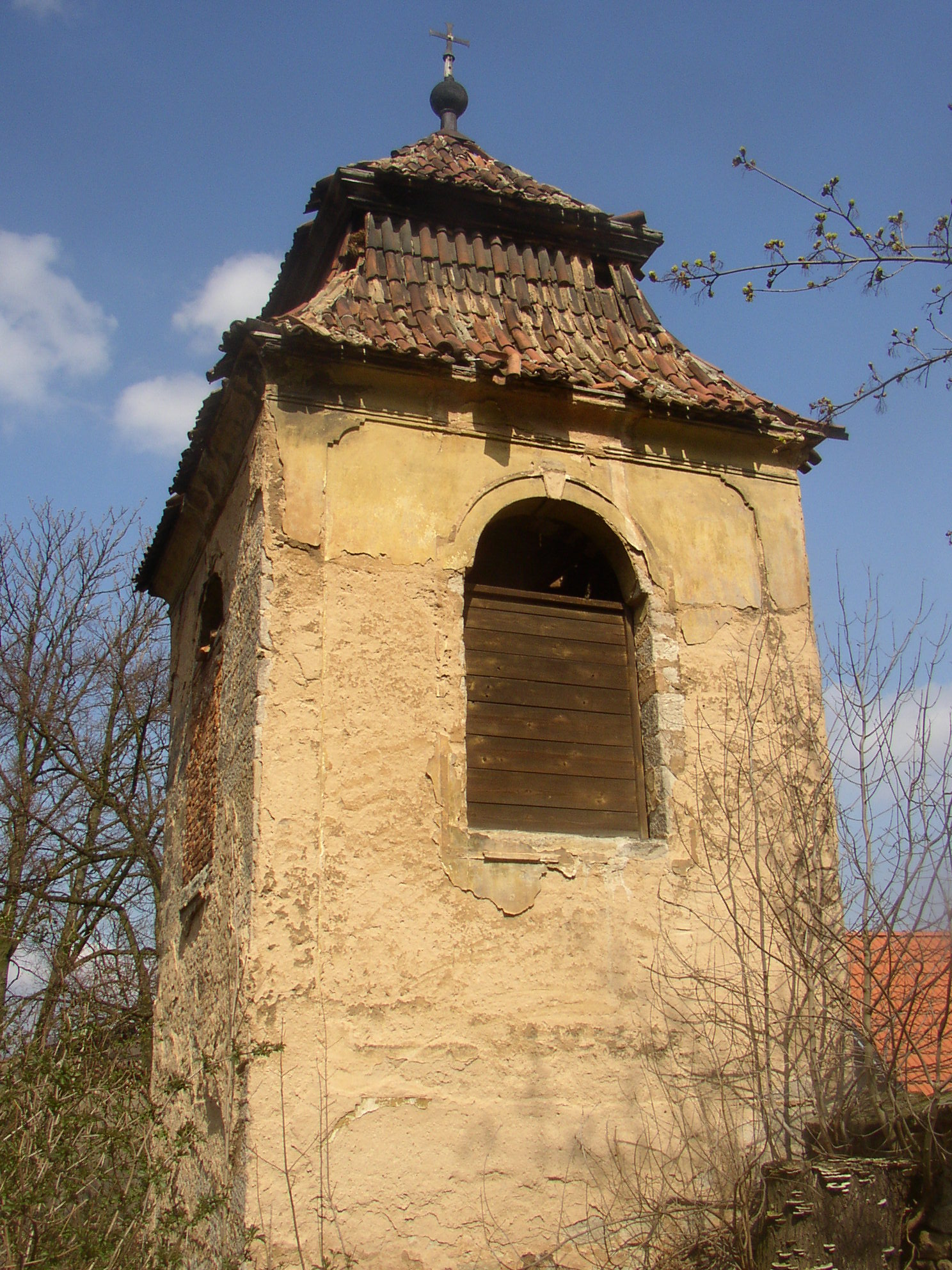
Zvonice u zámku
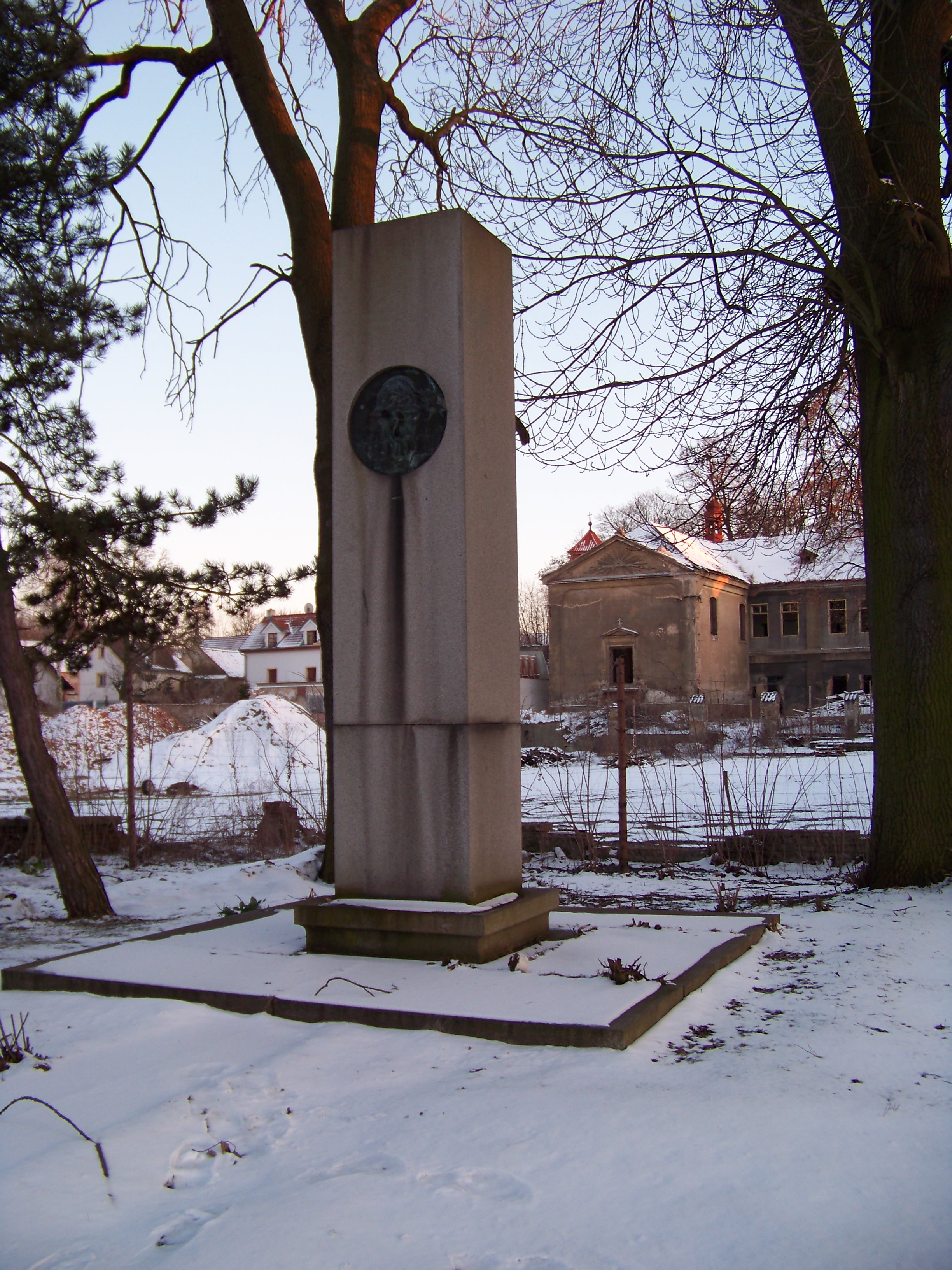
Pomník českých vojáků padlých v první světové válce
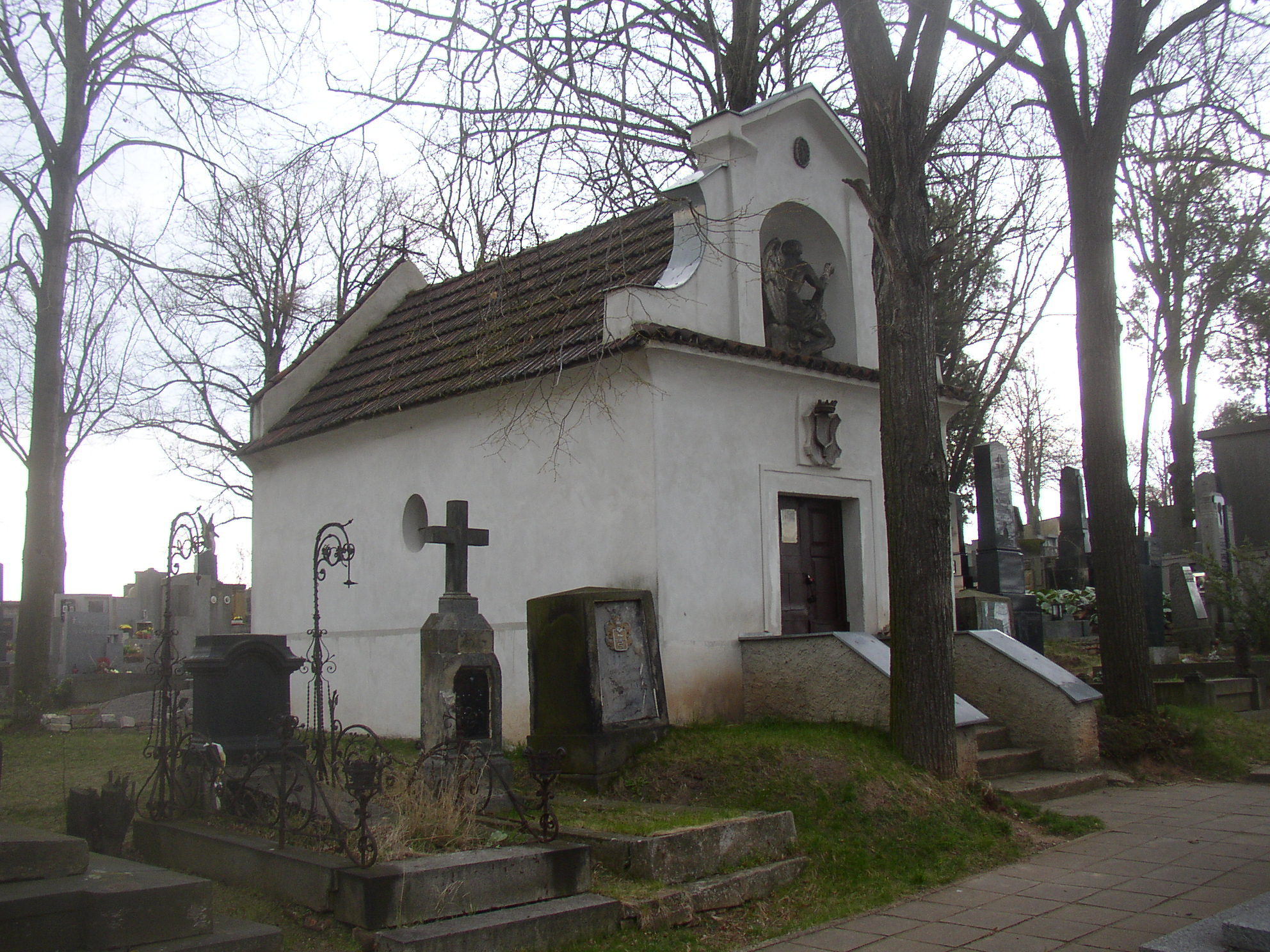
Hrobka rodu Ubelli, majitelů zdejšího panství